# 栗木京子
栗木 京子（くりき きょうこ、本名：中原 京子（旧姓・山本）、1954年10月23日 - ）は、日本の歌人。栗木は母方の姓。
愛知県名古屋市出身。京都大学在学中に「コスモス」に入会し、また京都大学短歌会の顧問であった高安国世の指導を受けた。1981年に「塔」入会、現選者。長く岐阜市に暮らし、30代には岡井隆（おかいたかし）らと中部地方の歌人集団「中の会」に参加。「読売新聞歌壇」選者。現代歌人協会理事長。
初期は代表歌「観覧車回れよ回れ想ひ出は君には一日我には一生」に象徴されるような、清新な青春歌を持ち味とした。結婚後は教養ある主婦が身辺をつぶさに歌う日常詠へと作風が変化した。アメリカ同時多発テロ事件の影響を受け、第5歌集『夏のうしろ』からは事件や時事問題を題材とした作品が増えた。

## 略歴
- 1954年10月23日 愛知県名古屋市に生まれる。
- 1975年
  - 「コスモス」入会
  - 「二十歳の譜」で第21回角川短歌賞次席
- 1977年 京都大学理学部生物物理学科卒
- 1981年 「塔」入会
- 1984年 第一歌集『水惑星』刊行、第10回現代歌人集会賞受賞
- 1995年 歌集『綺羅』で第5回河野愛子賞受賞
- 1997年度岐阜市芸術文化奨励賞受賞
- 2002年 「北限」30首により第38回短歌研究賞受賞
- 2004年 歌集『夏のうしろ』により第55回読売文学賞詩歌俳句賞、第8回若山牧水賞受賞
- 2007年 歌集『けむり水晶』で第7回山本健吉文学賞、第57回芸術選奨文部科学大臣賞、第41回迢空賞受賞
- 2014年 歌集『水仙の章』で第25回斎藤茂吉短歌文学賞、第12回前川佐美雄賞受賞、紫綬褒章[3]受章
- 2018年 毎日芸術賞受賞
- 2019年 歌集『ランプの精』により第11回小野市詩歌文学賞受賞
- 2020年 正月の宮中歌会始で召人を務めた。現代歌人協会理事長に就任（女性歌人としては初）。

## 著書
- 歌集『水惑星』 雁書館、1984年
- 歌集『中庭（パティオ）』 雁書館、1990年
- 歌集『綺羅』 河出書房新社、1989年
- 歌集『万葉の月』 柊書房、1999年
- 『短歌を楽しむ』 岩波ジュニア新書、1999年
- 『栗木京子歌集』（現代短歌文庫） 砂子屋書房、2001年
- 歌集『夏のうしろ』 短歌研究社、2003年
- 『栗木京子作品集』 柊書房、2006年
- 歌集『けむり水晶』 角川書店、2006年
- 『名歌集探訪　時代を啓く一冊』 ながらみ書房、2007年
- 歌集『しらまゆみ』 本阿弥書店、2010年
- 『短歌をつくろう』 岩波ジュニア新書、2010年
- 歌集『水仙の章』 砂子屋書房、2013年
- 『うたあわせの悦び　一三〇〇年の時空を越えて』 短歌研究社、2013年
- 『現代女性秀歌』 NHK出版、2014年
- 歌集『ランプの精』 現代短歌社、2018年
- 歌集『新しき過去』 短歌研究社、2022年

### 共著
- 『ぼくの細道うたの道　高野公彦インタビュー』聞き手、高野公彦編著、本阿弥書店、2017年